# Jay de la Cueva
Javier Fernando de la Cueva Rosales (5 de enero de 1978), también conocido como Jay de la Cueva o Brian Amadeus Moderatto, es un cantautor, compositor, músico, productor y multinstrumentista mexicano. Es conocido por haber sido integrante de las bandas Micro Chips, Fobia, Titán, así como vocalista de Moderatto. 
Actualmente se desempeña como solista y participa del grupo The Guapos.

## Biografía

### Sus inicios
Jay de la Cueva inicia su carrera musical a temprana edad de la mano de su padre Javier de la Cueva, precursor del rock en México e integrante de los legendarios grupos Los Black Jeans y Los Hooligans.  A los 6 años ya tocaba la batería como Baby pop junto a su papá y músicos destacados del pop mexicano. A los 9 años fue invitado a ser parte de grupo Microchips tocando el bajo; en esa etapa aprendió a tocar otros instrumentos. 
A los 14 años se integra como músico invitado en la batería con Las Víctimas del Doctor Cerebro. También formó parte de: Los Odio, banda de rock de Ciudad de México, estaba principalmente integrada por el compositor y productor Francisco Huidobro de la banda Fobia,Jay de la Cueva de Moderatto, Tito Fuentes de Molotov, Enrique Rangel Arroyo de Café Tacvba y Tomás Pérez, antiguo baterista de La Lupita.[cita requerida]
En 1995, junto a Micky Huidobro y Tito Fuentes fundó la banda Molotov. [cita requerida]

### Con Fobia
En 1997 tocó la batería con la banda Fobia En 2012 después de que Fobia se separara, dejando solo a Paco Huidobro y a Leonardo de Lozanne al frente del grupo, Jay De La Cueva fue sustituido por Randy Ebright tocando la guitarra en la presentación de Los Odio! en el Vive Latino 2012. Con la banda grabó los álbumes: Fobia On Ice (1997), Wow 87-04 (2004), Rosa Venus (2005), XX (2007) y MTV Unpluged (2020).

### Con Moderatto
Desde 2001 hasta 2023, bajo su alter ego de Bryan Amadeus, ha sido líder fundador y guitarrista principal del grupo Moderatto. La banda se formó en 1999 por la iniciativa de él mismo, Cha! e Iñaki Vázquez (exmiembros de la agrupación mexicana Fobia), así como por Randy Ebright (miembro de Molotov) y Marcello Lara (El Gerente). En 2001 se estrenó su primer disco Resurrexión, y posteriormente, el baterista Randy Ebright se retira de la agrupación para dedicarse completamente a Molotov.
El 1 de agosto del 2023, Jay anunció su separación de la banda, y el inicio de su etapa como solista. Unos meses después, el 23 de marzo del 2024 ofrecieron su último concierto en el Palacio de los Deportes de la Ciudad de México.

### Con Titán

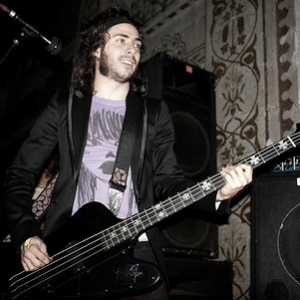
Jay de la Cueva con Titán.

En1999 se integró a la agrupación Titán, con la que recorrió gran parte de los continentes europeo y americano. La banda se formó cuando Emilio Acevedo y Julián Lede crearon Titán a mediados de los años 90.  

### Como solista
Además de su trayectoria como músico, ha sido activo colaborador y productor de artistas como Alejandra Guzmán y músicos en desarrollo cómo: Azafata de Buenos Aires, The Mills de Colombia, Sofi Mayen, Rebel Cats, en México.
Ha participado también en el cine tanto mexicano como internacional, ya sea con bandas sonoras en varias películas como: Atlético San Pancho (2001). Los Campeones de la Lucha Libre (2008). Paradas continuas (2009). Cars 2 (2011). Besos de Azúcar (2016), Entre otras. Presto su voz para el personaje de: Baltazhar Bratt en la película de Universal Studios- Mi Villano Favorito 3.
En 2023 lanzó "Tokyo", primer sencillo de su primer álbum solista que salió a la luz en marzo de 2024 bajo la producción de Adan Jodorowsky y Pablo Cantú (ex Reyno) y que cuenta con letras de Jay, Adan, Pablo, Emmanuel Horvilleur, Esteman, Ale Sergi, Cachorro López, Reyli Barba y Claudia Brant.
En el 2024 lanzó el documental "Traidor" una crónica de Andy Caballero, sobre la decisión de Jay de lanzarse como solista, repasando por toda su historia. Fue estrenada en cines de México, de la mano de Cinemex.

## Bandas
- Micro Chips – Bajo y voz (1987-1993)
- Molotov – Bajo y voz (1995-1996)
- Titán – Bajo, batería y sintetizador (1999-2022)
- Moderatto – Guitarra, piano y voz (1999-2024)
- Fobia – Batería y guitarra (1997-2024)
- Los Odio! – Guitarra (sin registro oficial de formación)
- Mexrrissey – Bajo, guitarra y voz (2015-2019)
- Santo Ritual – Bajo, guitarra y voz (2015)
- The Guapos – Guitarra y voz (2023–presente)

## Giras
- Desayuno Americano Tour (2024-2025)

## Filmografía
- Cars 2 - Otis (Doblaje)
- Mi Villano Favorito 3 - Balthazar Bratt (Doblaje)[6]
- Traidor: Una crónica de la vida de Jay de la Cueva - Él mismo

## Discografía

### Con Titán
- 2000: Elevator
- 2005: Titán
- 2016:  Dama

### Con Molotov
- 1997:  ¿Dónde jugarán las niñas?

### Con Fobia
- 1997: Fobia On Ice
- 2004: Wow 87-04
- 2005: Rosa Venus
- 2007: XX
- 2020: MTV Unplugged

### Con Moderatto
- 2001: Resurrexión
- 2004: Detector de metal
- 2005: Nos vemos en el invierno
- 2006: En directo... ¡ponte loco!
- 2006: ¡Grrrr!
- 2007: Moderatto Army
- 2008: Queremos rock
- 2012: Carisma
- 2015: Malditos Pecadores
- 2022: Rockea Bien Duro

### Como solista
- 2024: Jay de la Cueva

## Premios

### Grammy Latino[7][8]
| Año  | Categoría               | Trabajo            | Resultado |
| ---- | ----------------------- | ------------------ | --------- |
| 2024 | Mejor Álbum de Rock/Pop | Jay de la Cueva    | Nominado  |
| 2015 | Mejor Álbum de Rock/Pop | Malditos pecadores | Nominado  |